# أغزمان كندي
أغزمان كندي هي قرية في مقاطعة نمين، إيران. عدد سكان هذه القرية هو 96 في سنة 2006.